# Rakesh Masih
Rakesh Masih (Ballowal, 18 marzo 1987) è un calciatore indiano, centrocampista del Delhi United.

## Caratteristiche tecniche
Centrocampista difensivo, può essere schierato anche come difensore centrale.

## Carriera

### Club
Comincia a giocare al Tata. Nel 2008 passa al Mohun Bagan. Nell'estate 2013 viene acquistato dal Salgaocar, che il 20 ottobre 2013 lo presta al Mohammedan. Rientrato dal prestito, passa all'Atlético de Kolkata. Nel gennaio 2015 torna al Salgaocar. Il 13 marzo 2015 si trasferisce al Mohammedan. Nell'estate 2015 passa all'East Bengal. Nel 2016 viene acquistato dal Chennai City.

### Nazionale
Ha debuttato in Nazionale il 14 gennaio 2009, nell'amichevole Hong Kong-India (2-1). Ha partecipato, con la Nazionale, alla Coppa d'Asia 2011. Ha collezionato in totale, con la maglia della Nazionale, 5 presenze.

## Palmarès

### Club

#### Competizioni nazionali
- Indian Super League: 1

Atlético de Kolkata: 2014